# John Flanagan
John Jesus Flanagan (n. 28 ianuarie 1868, Limerick, Regatul Unit al Marii Britanii și Irlandei – d. 3 iunie 1938, Kilmallock⁠(d), Munster⁠(d), Irlanda) a fost un atlet american de origine irlandeză. Flanagan a fost triplu campion olimpic la aruncarea ciocanului în anii 1900, 1904 și 1908. La prima sa victorie olimpică el era cetățean britanic, dar a emigrat în SUA în anul 1896. John Flanagan era polițist în New York, a câștigat ulterior încă două medalii olimpice de aur și s-a clasat pe locul 5 la lupte cu odgonul, care era pe atunci o probă olimpică. În 1911 se întoarece în Irlanda unde moare în anul 1938.

## Palmares
| An   | Competiție        | Locație                    | Loc | Eveniment        | Note  |
| ---- | ----------------- | -------------------------- | --- | ---------------- | ----- |
| 1900 | Jocurile Olimpice | Paris, Franța              | 7   | disc             | 33,00 |
| 1900 | Jocurile Olimpice | Paris, Franța              | 1   | ciocan           | 51,01 |
| 1904 | Jocurile Olimpice | Saint Louis, Statele Unite | 2   | greutate         | 10,16 |
| 1904 | Jocurile Olimpice | Saint Louis, Statele Unite | 4   | disc             | 36,15 |
| 1904 | Jocurile Olimpice | Saint Louis, Statele Unite | 1   | ciocan           | 51,23 |
| 1908 | Jocurile Olimpice | Londra, Marea Britanie     | 9   | disc             | 37,80 |
| 1908 | Jocurile Olimpice | Londra, Marea Britanie     | 1   | ciocan           | 51,92 |
| 1908 | Jocurile Olimpice | Londra, Marea Britanie     | 5   | lupte cu odgonul |       |